# あにまにあ
『あにまにあ』は、北陸放送制作のラジオ番組（アニラジ）。民放ラジオ11局ネットで放送中。

## 番組名とパーソナリティ
記載の放送日は北陸放送を基準とする。いずれも北陸放送アナウンサー（出演当時）。
ちあきのあにまにあ
- 2011年10月9日 - 2016年10月30日：西尾知亜紀

あにまにあ
- 2016年11月6日 - 2018年4月1日：小野塚愛美[注 2]
- 2018年4月8日 - 2020年1月26日：西尾知亜紀
- 2020年2月2日 - 2021年7月25日：久保田修平[注 3]
- 2021年8月1日 - ：西尾知亜紀

## 番組概要
- アニメ、とりわけアニメソングに関する話題を取り上げ、西尾アナ（番組内の愛称は「ちっきー」）をアニメマニアへ成長させることが目的である[1]。放送開始は2011年10月9日。開始当初は15分番組であった[1]。11月6日放送（5回目）から30分番組に拡充[2]、放送コーナーのラインナップも増加した。今後もリスナーのリクエストによって、新たなコーナーが随時設定される[2]。

## 沿革
- 2012年4月8日より福井放送で同時ネットで放送開始。翌9日からはインターネットラジオ「HiBiKi Radio Station」でも配信が開始された[3]。
- 2013年4月6日より長崎放送[注 4]で、同年10月5日より琉球放送でそれぞれ放送開始。
- 2014年3月31日より新潟放送で、4月6日より北日本放送および大分放送でも放送開始[注 5]。
- 2014年7月より公式ホームページ内に、西尾知亜紀アナウンサーを模した似顔絵キャライラストが登場。作者はゴルフレッスンコミック表紙などを手掛けたイラストレーターの辰村俊治。
- 2014年10月4日より山口放送で放送開始。
- 2016年4月2日より信越放送で放送開始。
- 2016年10月30日の放送で、西尾アナが自身の産休を発表。2016年11月より西尾アナの産休期間中は小野塚アナ（愛称は「まなみん」）が担当。番組名も「あにまにあ」に変更。
- 2017年10月7日より山陰放送で放送開始[注 6]。
- 2018年4月1日の放送をもって小野塚アナが番組を卒業。
- 2018年4月8日より西尾アナが番組復帰。またこの日から制作局のMROラジオのみ23時時報明け番組本編開始前に西尾アナの「MROアニメストリート」スタートのタイトルコールを発してから番組本編に入る構成に変更した。その為同時ネット局のFBCラジオより約15秒程遅く番組本編に入ることになった。
- 2019年1月6日より前枠にハライチ岩井勇気のアニニャン!が開始されることに伴い「MROアニメストリート」のタイトルコールはアニニャン!の前に移動することになった[4]。
- 2019年4月6日より四国放送で放送開始。
- 2018年4月8日 - 2018年12月30日まではMROラジオのみ番組開始時に、西尾アナによる「ラジオの前のあなた、日曜の夜はMROのアニメストリート。ワクワクどきどきの準備はOK、行くよ!! 3・2・1 スタート」のナレーションが挿入された。
- 2020年1月26日の放送をもって西尾アナが第二子産休を発表。2020年2月からは久保田アナ（愛称は「くぼしゅう」）が担当する。番組開始以来、初の男性メインパーソナリティとなる。番組およびコーナータイトルも久保田アナのものに変更になった。
- 2020年4月7日より山梨放送で放送開始。
- 2021年7月25日の放送をもって久保田アナが番組を卒業。2021年8月から西尾アナが三度パーソナリティに復帰し、番組内のタイトルコール等も元に戻った。
- 2021年10月9日で放送開始10周年を迎えることから、同月3日の放送分からはジングルを含めたオープニング及びエンディングテーマが一斉に変更された。
- 2021年12月31日は後述する10周年の年末スペシャル番組を放送。この日に限り番組名が約5年ぶりに「ちあきのあにまにあ」として放送され、オープニング及びエンディングテーマも同年9月以前のものに戻された。
- 2023年4月2日より南海放送で放送開始。
- 2024年4月7日より東北放送で放送開始。

## コーナー
下記に記すコーナーのうちブシロード告知とエンディングのセリフを除き、毎回、2 - 3のコーナーが選択され放送される。
みんなの神曲
リスナーが推薦するアニメソングを流すコーナー。フルサイズで曲をかけたあと、リスナーから寄せられたエピソード等も紹介する。回によっては、パート2として2曲分放送されることもある。
ちあきの神曲
西尾アナ自らが推薦する曲を流すコーナー。最近は、みんなの神曲のコーナーを行うことが多く、ほとんど行われていない。
しりとりあにそんリレー
アニメソングのタイトルでしりとりを行うコーナー。しりとりの性質上、「ん」で終わる曲は流すことは不可能である。原則、1ヶ月に1回の放送となっている。
いろいろアニソンランキング
テーマを募り、リスナーからのリクエストを元に番組オリジナルのアニメソングのランキング（3位 - 1位）を決定し、放送するコーナー。このコーナーも1ヶ月に1回の放送となっている。
挿入歌・劇中歌・キャラソン・懐かしアニソン特集
リスナーからのリクエストを元に、3曲程度をほぼフルで流すコーナー。それぞれのコーナーについては、1ヶ月に各1回程度放送されている。
アニソンタイムトラベル
毎回、1つの年をピックアップして、その年に放送されたアニソンを振り返るコーナー。2016年4月3日（MRO放送分）より開始された不定期コーナー。
いろいろアニソンききくらべ
様々なアーティストにカバーされている1つのアニソンに焦点を当て、聴き比べるコーナー。不定期コーナー。
超大作アニメ特集
一つのアニメ作品をクローズアップして、2・3曲程度を紹介するコーナー。不定期コーナー。
みんなのヘビロテソング
1回の放送につき2曲 - 4曲程度を流す都合上、フルで流れることは少ない。タイトルコール時にAKB48の「ヘビーローテーション」が流れる。
侵略!あにまにあ
西尾アナがアニメに関する場所を訪れて、関係者とインタビューやトークをするコーナー。最近は、ほとんど行われていない。
ブシロード告知
ブシロードが発売するカードゲーム商品について紹介する事実上のコマーシャルタイム。そのため、本コーナーのみ必ず毎回放送されることとなっている。「カードファイト!! ヴァンガード」の新商品情報について紹介する。回によっては「ヴァイスシュヴァルツ」・「ヴィクトリー・スパーク」など他のブシロードが展開するカードゲームについても紹介することもある。ブシロードの社長木谷高明は本県の金沢市出身であり、ゲスト出演、カードゲーム商品をリスナー向けのプレゼントに提供するなど本番組を応援している。2020年10月以降の放送では、D4DJに関する情報と共に楽曲を流すようになった。
エンディング
番組のラストは、アニメ作品で使われた名セリフで締められる。

## 放送局
現在のネット局
| 放送地域 | 放送局名             | 放送期間        | 放送日時           | 放送系列        | 備考        |
| -------- | -------------------- | --------------- | ------------------ | --------------- | ----------- |
| 石川県   | 北陸放送（MRO）      | 2011年10月9日 - | 日曜 23:00 - 23:30 | JRN系列 NRN系列 | 制作局      |
| 福井県   | 福井放送（FBC）      | 2012年4月8日 -  | 日曜 22:30 - 23:00 | JRN系列 NRN系列 | 7日遅れ     |
| 日本全域 | HiBiKi Radio Station | 2012年4月9日 -  | 月曜 更新          | ネット配信      | 紹介番組    |
| 沖縄県   | 琉球放送（RBC）      | 2013年10月5日 - | 土曜 24:30 - 25:00 | JRN系列         | 6日遅れ     |
| 新潟県   | 新潟放送（BSN）      | 2014年3月31日 - | 日曜 22:30 - 23:00 | JRN系列 NRN系列 | 7日遅れ     |
| 富山県   | 北日本放送（KNB）    | 2014年4月6日 -  | 日曜 24:30 - 25:00 | JRN系列 NRN系列 | 1時間半遅れ |
| 山口県   | 山口放送（KRY）      | 2014年10月4日 - | 月曜 21:30 - 22:00 | JRN系列 NRN系列 | 1日遅れ     |
| 長野県   | 信越放送(SBC)        | 2016年4月2日 -  | 日曜 24:00 - 24:30 | JRN系列 NRN系列 | 1時間遅れ   |
| 徳島県   | 四国放送（JRT）      | 2019年4月6日 -  | 日曜 16:30 - 17:00 | JRN系列 NRN系列 | 7日遅れ     |
| 山梨県   | 山梨放送（YBS）      | 2020年4月7日 -  | 日曜 23:30 - 24:00 | JRN系列 NRN系列 | 30分遅れ    |
| 愛媛県   | 南海放送（RNB）      | 2023年4月2日 -  | 日曜 23:00 - 23:30 | JRN系列 NRN系列 | 同時ネット  |
| 宮城県   | 東北放送 （TBC）     | 2024年4月7日 -  | 日曜 19:30 - 20:00 | JRN系列 NRN系列 | 7日遅れ     |

過去のネット局
| 放送地域      | 放送局名                      | 放送期間                                                    | 放送日時           | 放送系列        | 備考 |
| ------------- | ----------------------------- | ----------------------------------------------------------- | ------------------ | --------------- | ---- |
| 長崎県 佐賀県 | 長崎放送（NBC） NBCラジオ佐賀 | 2013年4月6日 - 2017年12月30日 2018年10月7日 - 2021年9月25日 | 土曜 20:00 - 20:30 | JRN系列 NRN系列 |      |
| 大分県        | 大分放送（OBS）               | 2014年4月6日 - 2023年4月2日                                 | 日曜 25:00 - 25:30 | JRN系列 NRN系列 |      |
| 鳥取県 島根県 | 山陰放送（BSS）               | 2017年10月7日 - 2020年9月26日 2021年10月3日 - 2024年3月31日 | 日曜 24:00 - 24:30 | JRN系列 NRN系列 |      |

## グッズ
- 2014年10月には番組オリジナルロゴが入ったステッカーとハンドタオルを制作。2014年10月5日に行われた「MROラジオまつりIN鶴来2014」で初めて販売された。

## イベント
- 2012年5月12日には鼻毛の森のラジパラ?とのコラボイベント「ラジまにあ☆まつり」を金沢パティオで開催。
- 2012年10月8日には「ちあきのあにまにあPresents あにそんライブIN金沢」を北國新聞赤羽ホールで開催。
- 2018年3月17日には、毎日放送主催によるタイアップイベント「あにまにあ×MBSアニメOP&ED応援シアター」が、石川県文教会館で開催された。イベントの内容は、MBSテレビ系列で放送されたアニメのオープニング曲とエンディング曲を集めた映像を上映するもので、司会は小野塚アナ、出演者は洲崎綾、村田太志、天﨑滉平、熊谷健太郎であった[5][6]。
- 2024年10月27日には、石川県津幡町の倶利迦羅不動寺にて「あにまにあプレゼンツ 倶利迦羅不動寺朗読会」を開催。司会は西尾アナ、ゲストは古川慎と佐藤元[7]。

## 特別番組
- 2013年9月1日の放送で放送100回を迎え、同日と翌週9月8日には「100回記念スペシャル」と称し、横浜で行われたアニメイベントでの密着インタビューなどを行った。ゲストは、ブシロード社長の木谷高明とミルキィホームズシスターズ。
- 2015年12月31日には、ラ「ちあきのあにまにあ 年末スペシャル」を北陸放送のみで放送。20:00 - 21:00の1時間の放送で、これまでの番組内で紹介してきた曲を中心に、「2015年のアニメをたっぷり振り返る」という内容であった。
- 2016年12月31日の21:30 - 22:00には、北陸放送で「あにまにあ 大晦日スペシャル」が放送された。放送内容は、12月4日に金沢で行われた朗読劇「ハッピーバースデー」の主演者である野村道子と稲川英里のインタビューや、能登麻美子の電話インタビューが紹介された。
- 2020年10月31日(土)夜9時から「あにまにあ×ミクチャ コラボスペシャル」が放送された。Vtuber・月宮雫をゲストに迎えミクチャライブ配信とラジオ同時放送が行われた。また事前にミクチャを通じ、石川県在住の女性に限り出演をかけたコンテストを実施。審査員賞とコンテスト1位に選ばれた2名が当日アシスタントとして出演した。
- 2021年12月31日(金)の22:00 - 23:30に北陸放送で「おかげさまで10周年！ ちあきのあにまにあ 年末スペシャル」を放送。西尾アナがZoomを通じ、ネット局のアニメ好き代表アナウンサーとのアニメ対談を行った。出演者はRBCの嘉大雅、YBSの和泉義治、BSNの行貝寧々、KRYの成田弘毅、JRTの小玉晋平、FBCの工藤修斗、OBSの平山沙絵の計7名。その一方でBSS、KNB、SBCの3局からはアナウンサーの出演がなかった。番組の途中には、放送翌日の2022年1月1日（土）から公開される『劇場版 BanG Dream! ぽっぴん'どりーむ！』の花園たえ役を務める大塚紗英のインタビューも放送された。北陸放送ローカルのため、ネット各局のリスナー向けに2022年1月より未放送の部分を含めたインタビューを公式YouTubeチャンネルで順次配信。また、1月9日放送分から北陸放送ローカルで放送された年末スペシャルを毎週1人ずつに分け、インタビュー部分を放送した。

## テレビ放送
- 2015年8月2日の放送で放送200回を迎え、同日の放送ではラジオに加え、ラジオの収録にテレビカメラを入れちゃおう！をコンセプトにした「ちあきのあにまにあ＠TV」という特番をMROテレビでも放送。ゲストは能登麻美子、nano.RIPE、洲崎綾（洲崎のみ電話出演）。なお、テレビにおいてはラジオと同時放送ではなく、ラジオ放送後の25:15 - 25:45に放送された。また、ラジオにおいては同日と翌週8月9日の2週に渡ってゲスト出演回が放送された。後に、テレビ放送版については2015年9月15日 - 12月15日の3ヶ月間限定でYouTubeでも公式配信された。
- 2018年2月25日には、2015年以来となるテレビとのコラボ企画の第二段である「あにまにあ＠TV」をMROテレビで放送[8]。ゲストは洲崎綾。スタジオ収録の他、洲崎の金沢での思い出の場所である第7ギョーザの店でのロケも行われた。360度カメラでスタジオ内で撮影したVR版のYouTubeでの公式配信の他、MROオンデマンドでもディレクターズカット版として限定配信された。
- 2018年3月27日(火)深夜1時からMROテレビにて「あにまにあ＠TV聖地巡礼させていただきますっ！京都編」が放送された。GYAO!でも本編と未公開映像の配信が行われていた[9]。